# 1688

## Събития
- 6 септември – Избухва Чипровското въстание начело с Георги Пеячевич и Богдан Маринов.

## Родени
- 23 януари – Улрика Елеонора, кралица на Швеция
- 29 януари – Емануел Сведенборг, шведски учен, философ и теолог
- 21 май – Александър Поуп, британски писател
- 14 август – Фридрих Вилхелм I, крал на Прусия

## Починали
- 2 февруари – Абраам Дюкен, френски морски офицер
- 25 август – Хенри Морган, уелски капер